# 咽頭音

調音部位

唇音
両唇音
唇歯音
舌頂音
舌尖音 / 舌端音
舌唇音
歯間音
歯音
歯歯茎音
歯茎音
後部歯茎音
そり舌音
歯茎硬口蓋音
舌背音
硬口蓋音
軟口蓋音
口蓋垂音
咽喉音
咽頭音
喉頭蓋音
声門音
二重調音
両唇軟口蓋音

▶ 調音方法

咽頭音の発声

咽頭音（いんとうおん、英語: pharyngeal）とは、舌根を後ろに引いて咽頭壁に近づけ、隙間を作ることによって調音される子音。
国際音声記号（IPA）では以下のように記述される。
| IPA | 名称           | 例         | 例         | 例     | 例   |
| IPA | 名称           | 言語       | 正書法     | IPA    | 意味 |
| --- | -------------- | ---------- | ---------- | ------ | ---- |
|     | 無声咽頭摩擦音 | アラビア語 | حرب (ḥarb) | [ħarb] | 戦争 |
|     | 有声咽頭摩擦音 | アラビア語 | عين (ʿayn) | [ʕajn] | 目   |

## 問題点
通常咽頭摩擦音とされるアラビア語の [ħ, ʕ] がどこで調音されているかは古くから議論があり、咽頭のほかに喉頭蓋説や気管支説もあった。ピーター・ラディフォギッドらはX線写真や光ファイバーを使った研究から、これらの音を喉頭蓋音であり、また普通は摩擦音でなく接近音であると結論づける一方、アグール語のブルキハン方言では咽頭摩擦音と喉頭蓋摩擦音を音韻的に区別するとした。
アグール語などを根拠に、1989年に国際音声記号に喉頭蓋音の記号（[ʜ, ʢ, ʡ]）が追加された。ラディフォギッドらはアラビア語の音を　[ħ, ʕ] ではなく [ʜ, ʢ] で表すべきだと主張したが、一方エスリングは喉頭鏡を使った研究により、いわゆる咽頭音と喉頭蓋音の違いは調音位置の違いというよりは調音方法の違いであり、[ʜ, ʢ] は摩擦音ではなくふるえ音であるとした。これに従うならばアラビア語の音は [ħ, ʕ] のままでよいことになる。